# Hranice (film, 1982)
Hranice (v anglickém originále The Border) je americký dramatický film z roku 1982. Režisérem filmu je Tony Richardson. Hlavní role ve filmu ztvárnili Jack Nicholson, Harvey Keitel, Valerie Perrine, Warren Oates a Elpidia Carrillo.

## Obsazení
| Jack Nicholson   | Charlie Smith |
| Harvey Keitel    | Cat           |
| Valerie Perrine  | Marcy         |
| Warren Oates     | Red           |
| Elpidia Carrillo | Maria         |
| Dirk Blocker     | Beef          |
| Shannon Wilcox   | Savannah      |
| Manuel Viescas   | Juan          |